# Fraissinet-de-Lozère
Fraissinet-de-Lozère település Franciaországban, Lozère megyében. Lakosainak száma 198 fő (2018. január 1.). Fraissinet-de-Lozère Mas-d’Orcières, Le Pont-de-Montvert, Les Bondons és Pont-de-Montvert-Sud-Mont-Lozère községekkel határos.

## Népesség
A település népességének változása:
| Lakosok száma | 265  | 219  | 214  | 199  | 190  | 221  | 229  | 228  | 198  | 198  |
|               | 1962 | 1968 | 1982 | 1990 | 1999 | 2008 | 2011 | 2013 | 2017 | 2018 |